# Lophozia boliviensis
Lophozia boliviensis là một loài Rêu trong họ Jungermanniaceae. Loài này được Steph. mô tả khoa học đầu tiên năm 1916.